# Perilissus rubrator
Perilissus rubrator är en stekelart som beskrevs av Aubert 1984. Perilissus rubrator ingår i släktet Perilissus och familjen brokparasitsteklar. Inga underarter finns listade i Catalogue of Life.